# Arroyo Barril
Arroyo Barril es un distrito municipal que depende del municipio de Santa Bárbara de Samaná. Se encuentra en la costa sur de la península, junto a la Bahía de Samaná.

## Población
En el Censo de Población y Vivienda de 2002, el último realizado en el país, la población de Arroyo Barril está incluida en el municipio de Santa Bárbara de Samaná.

## Datos
Arroyo Barril era una sección rural del municipio de Santa Bárbara de Samaná hasta que la Ley n.º 87 del 1 de mayo de 2003 lo elevó a la categoría de distrito municipal, abarcando a la sección La Pascuala.

## Economía
Las actividades económicas en Arroyo Barril son las mismas que las de la provincia: turismo, pesca y agricultura.
- Datos: Q3306424